# Mehmet
Mehmet ist ein männlicher Vorname, der insbesondere im türkischen, albanischen und bosnischen Sprachraum verbreitet ist und eine türkische Variante des arabischen Namens Muhammad ist.

## Bedeutung
Mehmet ist eine Abwandlung von Muhammed (nach dem Propheten Mohammed) im Türkischen. Er bedeutet ursprünglich „der Gepriesene“ oder „der Gelobte“. Diese Namensform war bereits durch das Osmanische Reich in Europa bekannt.
Am Ende des Wortes steht ein „t“ aufgrund der türkischen Auslautverhärtung. Seltener kommt der Name mit einem an das Arabische angelehnten „d“ am Ende vor.

## Namensträger

### Personen

#### Herrscher
- Ulug Mehmed († 1445), Khan der Goldenen Horde
- Mehmed I. Çelebi, Sultan des Osmanischen Reiches von 1413 bis 1421
- Mehmed II. Fatih, Sultan des Osmanischen Reiches 1444 und von 1451 bis 1481
- Mehmed III., Sultan des Osmanischen Reiches von 1595 bis 1603
- Mehmed IV., Sultan des Osmanischen Reiches von 1648 bis 1687
- Mehmed V. Reşad, Sultan des Osmanischen Reiches von 1909 bis 1918
- Mehmed VI. Vahdettin, letzter Sultan des Osmanischen Reiches von 1918 bis 1922

#### Politiker
- Mehmet Ali Şahin (* 1950), türkischer Jurist, Politiker und Justizminister
- Mehmet Ali Talât (* 1952), Präsident der Türkischen Republik Nordzypern
- Mehmet Aydın (* 1943), türkischer Philosoph, Politiker und Staatsminister
- Mehmed Celal Bey (1863–1926), mehrfacher Gouverneur sowie Minister des Osmanischen Reiches
- Mehmed Emin Ali Pascha (1815–1871), osmanischer Staatsmann
- Mehmet Hilmi Güler (* 1949), türkischer Wissenschaftler und Politiker
- Mehmed Kemâl (1884–1919), osmanischer Beamter, Beteiligter am Armeniervölkermord
- Mehmed Reschid (1873–1919), osmanischer Gouverneur
- Mehmet Shehu (1913–1981), Premierminister von Albanien
- Mehmed Spaho (1883–1939), jugoslawischer Politiker und Minister
- Mehmed Talaat (Talât Pascha) (1872–1921), Innenminister und Großwesir des Osmanischen Reichs und Führer der jungtürkischen Nationalisten
- Hafız Mehmed (1874–1926), osmanisch-türkischer Politiker und Jurist
- Rum Mehmed Pascha, osmanischer Großwesir unter Mehmed II.

#### Künstler
- Mehmet Ateşçi (* 1987), deutscher Schauspieler
- Mehmet Ali Birand (1941–2013), türkischer Journalist und Talkshowmaster
- Mehmet Ali Erbil (* 1957), türkischer Schauspieler, Comedian und Showmaster
- Mehmet Günsür (1955–2004), türkischer Schriftsteller und Maler
- Mehmet Günsür (* 1975), türkischer Schauspieler
- Mehmet Kurtuluş (* 1972), deutscher Schauspieler
- Mehmet Rauf (1875–1931), osmanischer Autor
- Mehmed Meša Selimović (1910–1982), jugoslawischer Schriftsteller
- Mehmet Emin Toprak (1974–2002), türkischer Schauspieler
- Mehmet Ünal (* 1951), in Deutschland lebender türkischer Journalist, Fotograf und Schriftsteller
- Mehmed Uzun (1953–2007), türkischer Schriftsteller

#### Sportler
- Mehmet Akgün (* 1986), deutscher Fußballspieler
- Mehmet Aktan (* 1946), türkischer Fußballspieler und -trainer
- Mehmet Akyüz (* 1986), türkischer Fußballspieler
- Mehmet Aurélio (* 1977), brasilianisch-türkischer Fußballspieler
- Mehmet Batdal (* 1986), türkischer Fußballspieler
- Mehmet Cankurt (* 1981), türkischer Poolbillardspieler
- Mehmet Culum (* 1983), schwedischer Fußballschiedsrichterassistent
- Mehmet Çoğum (* 1983), türkischer Fußballspieler
- Mehmet Dragusha (* 1977), albanischer Fußballspieler
- Mehmet Gürgen (* 1968), türkischer Boxer
- Mehmet Kara (* 1983), türkischer Fußballspieler
- Mehmet Kurt (* 1996), deutsch-türkischer Fußballspieler
- Mehmet Nas (* 1979), türkischer Fußballspieler
- Mehmet Nayir (* 1993), türkischer Fußballspieler
- Mehmet Oğuz (1949–2022), türkischer Fußballspieler
- Mehmet Oktav (1917–1996), türkischer Ringer, Olympiasieger 1948
- Mehmet Okur (* 1979), türkischer Basketballspieler
- Mehmet Özal (* 1978), türkischer Ringer
- Mehmet Özgül (* 1949), türkischer Fußballspieler
- Mehmet Şahan (* 1958), türkischer Fußballspieler und -trainer
- Mehmet Sak (* 1990), türkischer Fußballspieler
- Mehmet Scholl (* 1970), deutscher Fußballspieler
- Mehmet Sedef (* 1987), türkischer Fußballspieler
- Mehmet Taş (* 1991), türkischer Fußballspieler
- Mehmet Taşçı (* 1992), türkischer Fußballspieler
- Mehmet Yiğit (* 1991), türkischer Fußballspieler

#### Weitere
- Mehmet Ali Ağca (* 1958), türkischer Rechtsextremist und Papst-Attentäter
- Mehmed Ali Pascha (1827–1878), deutsch-osmanischer Feldherr
- Mehmed Redif Pascha (1836–1905), osmanischer Serasker
- Mehmet Aygün (* ~1956), türkischer Gastronom in Berlin
- Mehmet Cemil (1899–1953), türkischer Weltenbummler
- Mehmet Göker (* 1979), deutsch-türkischer Unternehmer
- Mehmet Haberal (* 1944), türkischer Chirurg, Autor und Hochschullehrer
- Mehmed Emin Pascha (Eduard Schnitzer) (1840–1892), deutsch-osmanischer Afrikaforscher und Gouverneur im Sudan
- Hacı Mehmet Zorlu (1919–2005), türkischer Unternehmer
- Als Fall Mehmet wird der Rechtsstreit um Muhlis Ari (* 1984) bezeichnet.

### Literarische Figuren
- Memed in „Memed mein Falke“, Romanfigur von Yaşar Kemal

### Mehmet/Mehmed als Familienname
- Asım Mehmed Pascha (* 1821 oder 1827–1886), osmanischer Pascha und Staatsmann
- Maxim Mehmet (* 1975), deutscher Schauspieler
- Usamedin Mehmed (* 1960), mazedonischer Basketballtrainer